# 尼科斯·斯卡尔科塔斯
尼科斯·斯卡尔科塔斯（希臘語：Nίκος Σκαλκώτας，1904年3月21日—1949年9月19日），尼科斯又称尼库劳斯（Νικόλαος），希腊作曲家。

## 生平
斯卡尔科塔斯生于优卑亚岛哈尔基斯市。早年在雅典学习小提琴，1921年移居柏林，师从魏尔。1927-1930年从勋伯格学习，深受其影响。1933年回国，靠演奏维生。同时致力于搜集整理民歌。纳粹占领期间曾被关进集中营。1949年死于疝气。

## 音乐
斯卡尔科塔斯是20世纪上半叶最杰出的希腊作曲家之一。他首先是第二维也纳乐派的成员，大部分作品是无调性的，或者采用了勋伯格的十二音技法。不过他最著名的作品则是民族乐派风格的《36首希腊舞曲》。斯卡尔科塔斯擅于将民族主义精神和现代音乐写作手法结合起来，使他的作品虽然复杂多变，却不流于晦涩，并有突出的民族风格和个人特色。他的大部分主要作品近年来都已被录制。